# نظام كندا المصرفي الأول

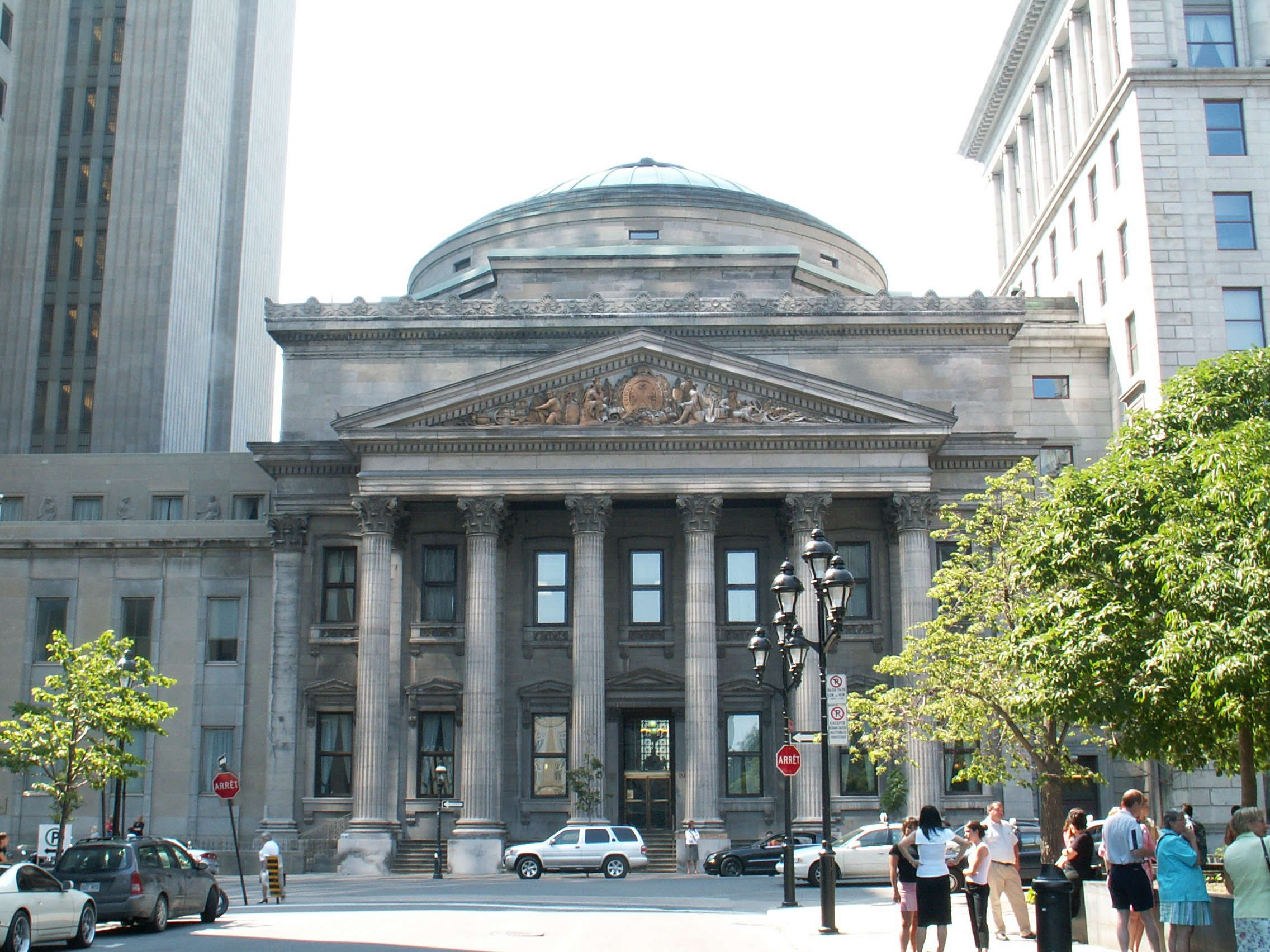

تولت الحكومة الاستعمارية مهمة تنظيم النظام المصرفي الكندي الأول (مناطق أمريكا الشمالية التي كانت تحت حكم الإمبراطورية البريطانية وفرنسا الجديدة حتى عام 1763؛ ثم أُعيد تسميتها كندا العليا وكندا السفلى) بشكل كامل. ولقد ظهرت أشكال بدائية من الخدمات المصرفية التي كانت مستخدمة في وقت مبكر في الفترة الاستعمارية؛ حيث كانت تسعى لحل مشكلة استنزاف الثورة الناجمة عن تطبيق النظرية الإتجارية (مذهب التجاريين). ويُقصد باستنزاف الثروة النقص الكامل في سبائك الذهب أو الفضة في المستعمرات، ومن ثَم، عدم توفر الكثير من أشكال التبادل الاقتصادي وأنظمة الدفع.

## معلومات تاريخية
في فرنسا الجديدة، تم إصدار أوراق اللعب في ثمانينيات القرن السابع عشر باعتبارها وسيلة للدفع من قِبل رئيس فرنسا الجديدة، فضلًا عن العملات المعدنية التي تم طرحها في ستينيات القرن السابع عشر. ومع ذلك، فقد جعل استنزاف الثروة الهائل من فرنسا الجديدة إلى أوروبا، والناتج عن السياسات التجارية الإتجارية المتبعة حينها، من المستحيل استعادة نقود البطاقات بسبائك الذهب. وبهذا أصبحت نقود البطاقات لا قيمة لها بشكل أساسي. وقد انهار نظام البطاقات في تسعينيات القرن السابع عشر، الأمر الذي تسبب في حدوث شكوك فيما يتعلق بالنقود الورقية استمرت فترات طويلة لدى عدد من المستوطنين الفرنسيين.
في القرن الثامن عشر، تم استبدال نقود البطاقات بنوع من أوراق الدفع يُطلق عليها بونز (bons)، والمشتقة من العبارة الفرنسية، مناسب لـ (bon pour)، والتي تعني مناسبًا للمبلغ المحدد. فقد تم إصدار هذه الأوراق على نطاق محدود من قِبل التجار الفرنسيين، والذين اضطروا، مفتقرين إلى أي شكل آخر من أشكال العملة، إلى إنشاء عملتهم الخاصة بهم، وبالتالي أصبحوا من أوائل المصرفيين الكنديين. وفي إطار ذلك، انتشر إصدار عملات بونز (bons) سريعًا في مناطق أمريكا الشمالية، التي كانت واقعة تحت حكم الإمبراطورية البريطانية بعد عام 1763، عندما أصبحت فرنسا الجديدة ملكية بريطانية.
واستمر نظام بونز في تميزه بأنه نوع العملة الأكثر شيوعًا حتى عام 1812، جنبًا إلى جنب مع الجنيه الإنجليزي والصك النقدي الأمريكي والإسباني ومعيار هاليفاكس.
في عام 1812، طبقت الحكومة البريطانية تحت إشراف إسحق بروك ما أصبح يُعرف باسم فواتير الجيش، وذلك لتمويل الجيش في أثناء حرب 1812. ولقد بلغ إجمالي هذه الفواتير قيمة 250000 جنيه. فقد كانت هذه الفواتير عبارة عن سندات إذنية أصدرتها الحكومة مباشرةً. وفي أثناء حرب (1812-1815)، أصبح استخدام هذه الأوراق واسع الانتشار للتعويض عن النقص الهائل في السبائك في كلٍ من كندا العليا والسفلى. وعلى عكس نظام نقود البطاقات المستخدمة في أواخر القرن السابع عشر، كان من الممكن، بل كان يتم بالفعل، تبادل فواتير الجيش بالعملة المعدنية الذهبية بمجرد انتهاء الحرب. وهكذا، أثبتت فواتير الجيش نفسها كعملة يمكن الوثوق بها، والتخلص بذلك من أي وصمة حقيقية قد تكون لحقت بالعملة الورقية.
في عام 1817، مُنح المصرفيون من مونتريال ميثاقًا من قِبل الحكومة البريطانية يعطي لهم حق فتح أول بنك رسمي في كندا. وقد كان هذا هو بنك مونتريال. وبموجب هذا الميثاق، يُمنح بنك مونتريال احتكار متمثل في حق إصدار السندات الإذنية على شكل فواتير الجيش. ونظرًا لحقوق الاحتكار الممنوحة لبنك مونتريال، فإن هذا البنك يعمل بشكل أساسي كـ مصرف مركزي لكلٍ من كندا العليا والسفلى.
في السنوات التي تلت عام 1817، منحت بريطانيا العديد من المواثيق المصرفية الجديدة، بما في ذلك ميثاق بنك كينغستون المنحل حاليًا، والذي كان بمثابة منافس لبنك مونتريال في كندا العليا. ولقد فُرض على البنوك المعتمدة الجديدة، وفقًا لأحكام مواثيقها الخاصة، الاعتراف بعملة واحدة جديدة، وهي عبارة عن ممارسة سمحت بتطوير التجارة على مسافات طويلة داخل مناطق أمريكا الشمالية الواقعة تحت حكم الإمبراطورية البريطانية. ومع ذلك، ظلت المصارف في قبضة القطاع الخاص، مما يعني أن إصدار العملة كان يتم بناءً على تقدير المصرفيين من القطاع الخاص. وقد أدى ذلك، في كثير من الأحيان، إلى ارتفاع في معدل التضخم الاقتصادي عندما كان الاقتصاد الكندي الوليد في حالة كساد.
لقد تم صدور قانون الأوراق النقدية في المقاطعات في عام 1866 لربط إصدار الأوراق النقدية باحتياجات الحكومة البريطانية. وقد كان ذلك بداية السياسة الدائمة للتدخل الحكومي في الاقتصاد الكندي. وقد دوّن قانون مناطق أمريكا الشمالية الواقعة تحت حكم الإمبراطورية البريطانية لعام 1867 رسميًا هذه السياسة، مع السماح بسيطرة الحكومة على صك النقود والعملة والكمبيالات، والسندات الإذنية، والصناعة المصرفية، وتأسيس البنوك. وهذا بدوره سمح بإنشاء عملة موحدة في جميع أنحاء كندا. وقد أخذت العملة الكندية الرسمية شكل الدولار الكندي في عام 1871، متجاوزةً بذلك عملة البنوك الفردية.
وبعد الاتحاد، طورت كندا نظامًا مصرفيًا مختلفًا للغاية عن ذلك الموجود في الولايات المتحدة. وبينما كان يغذي الولايات المتحدة عدد كبير من البنوك الصغيرة التي تخدم مدينة واحدة أو، ولاية في أحسن الأحوال، فقد أتى القطاع المصرفي الكندي ليسيطر عليه عدد قليل من البنوك إلى جانب شبكات فرعية عابرة للقارات. وبهذا شجع النظام الكندي على الاستقرار، ولم يخلف سوى القليل جدًا من حالات إفلاس البنوك أقل بكثير من حالات إخفاق الأنظمة البنكية المعاصرة، سواء في الولايات المتحدة أو أستراليا. وتمثل الجانب السلبي في النظام المصرفي الكندي في أنه كان ذا قدرة تنافسية أقل بكثير من الأنظمة الأمريكية والأسترالية، وهو ما كان يعني أن المستهلكين يدفعون الكثير في مقابل الحصول على الخدمات المصرفية. ويتكوّن الأساس القانوني للنظام المصرفي الكندي من سلسلة من القوانين التي صدرت في عامي 1870 و1871.
وقد ظل النظام المصرفي غير مركزي نسبيًا حتى عام 1935، عندما تأسس بنك كندا استجابة لحالة عدم الاستقرار الاقتصادي الذي شهده أثناء فترة الكساد الكبير في كندا. وقد تم افتتاح متحف العملات الكندي لأول مرة في 5 ديسمبر 1980، حيث يقع هذا المتحف في الطابق الأرضي من بنك كندا في أوتاوا، أونتاريو.